# Bairdiella chrysoura
Bairdiella chrysoura és una espècie de peix de la família dels esciènids i de l'ordre dels perciformes.

## Morfologia
- Els mascles poden assolir 30 cm de longitud total.[3]

## Alimentació
Menja principalment crustacis, cucs i, ocasionalment, peixos.

## Depredadors
Als Estats Units és depredat per Morone saxatilis.

## Hàbitat
És un peix de clima subtropical (41°N-21°N) i demersal.

## Distribució geogràfica
Es troba a l'oceà Atlàntic occidental: des de Nova York fins al sud de Florida i, també, des del nord i l'est del Golf de Mèxic fins al nord de Mèxic.

## Ús comercial
Generalment s'utilitza com a esquer.

## Observacions
És inofensiu per als humans.